# 嘉義東門教會
台灣基督長老教會嘉義東門教會位於嘉義市東區共和市場北側，是台灣基督長老教會嘉義中會東區所轄的教會之一，原名嘉義教會，由甘為霖牧師直接開拓，無母會（母會為總會），為大嘉義現存第一間且唯一一間擁有151年歷史的教會。

## 歷史
嘉義東門教會（原名嘉義教會）為大嘉義地區第一間教會，擁有151年歷史，為大嘉義地區眾多教會的母會（為嘉義中會眾教會的開拓教會，其中嘉義中會範圍於日本時代由嘉義廳之範圍所劃設，含今嘉義市、嘉義縣、雲林縣及大新營地區，另因河道改道，再加上原位於嘉義的學甲頂洲教會）；原址位於1873年興建於嘉義大天后宮旁的拖棚小厝，後因市區改正，以30元賣掉拖棚小厝，並向劉武購地興建禮拜堂。1906年，因市區改正計畫，將禮拜堂以200元出售，暫時於陳老英長老家聚會（教會旁之媽祖廟也因市區改正而拆除），並於1913年遷於現址。1918年，以獻金6,500元新建禮拜堂，為第二代禮拜堂，此禮拜堂於1972年整棟搬遷至番路佈道所（今番路教會），作為番路教會禮拜堂使用。1937年開設嘉義保育園（今榮光幼稚園）。1951年，嘉義教會更名為東門教會至今。

## 子會
依時序排序
- 西螺教會（1879年）
- 牛挑灣教會（1885年）
- 土庫教會（1890年）
- 新港教會（1894年）
- 過溝教會（1897年）
- 鹿滿教會（1907年）
- 民雄教會（1911年）
- 光華教會（1918年）
- 水上教會（1926年）
- 大林教會（1932年）
- 西門教會（1946年）
- 頂六教會（1952年）
- 番路教會（1958年）
- 博愛教會（1959年）
- 南門教會（1965年）
- 文雅教會（2014年）
- 榮美教會（2021年）

## 歷任牧者
| 任別       | 姓名   | 上任日期      | 離任日期       | 備註                             |
| ---------- | ------ | ------------- | -------------- | -------------------------------- |
| 第一任牧師 | 甘為霖 | 1873年7月     |                | 本會創立後第一位派駐於本會傳道者 |
| 第六任牧師 | 張信得 | 1969年8月     | 1997年7月      |                                  |
| 第七任牧師 | 潘慶彰 | 1998年1月     | 2021年11月30日 | 盡程退休                         |
| 第八任牧師 | 李造宇 | 2025年2月16日 | 侯任           |                                  |

## 交通
嘉義市公車
| 編號                 | 經營業者 | 路線                                                                    | 停靠站             |
| -------------------- | -------- | ----------------------------------------------------------------------- | ------------------ |
| 光林我嘉線           | 國光客運 | 嘉義市公車黃線 （港坪運動公園─蘭潭）                                    | 市政府（吳鳳北路） |
| 光林我嘉線A（黃A線） | 國光客運 | 嘉義市公車黃A線 （港坪運動公園─東洋新村1）                              | 市政府（吳鳳北路） |
| 中山幹線（綠線）     | 國光客運 | 嘉義市公車中山幹線 （國立嘉義大學蘭潭校區─大富路）                      | 市政府、行政執行署 |
| 中山幹線A（綠A線）   | 國光客運 | 嘉義市公車中山幹線 （國立嘉義大學蘭潭校區─二二八紀念公園）              | 市政府、行政執行署 |
| 中山快捷（綠B線）    | 國光客運 | 嘉義市公車中山快捷 （嘉義高中（啟明路）－文化路口－嘉義高中（啟明路）） | 市政府             |
| 樂活1路              | 捷乘交通 | 嘉義市公車樂活1路 （榮民醫院長照點－濟美仁愛之家）                      | 市政府             |
| 樂活2路              | 捷乘交通 | 嘉義市公車樂活2路 （竹村里活動中心─市政府）                             | 市政府             |
| 樂活6路              | 捷乘交通 | 嘉義市公車樂活6路 （紅瓦里（1）全家超商－嘉義基督教醫院）               | 市政府             |

## 圖輯

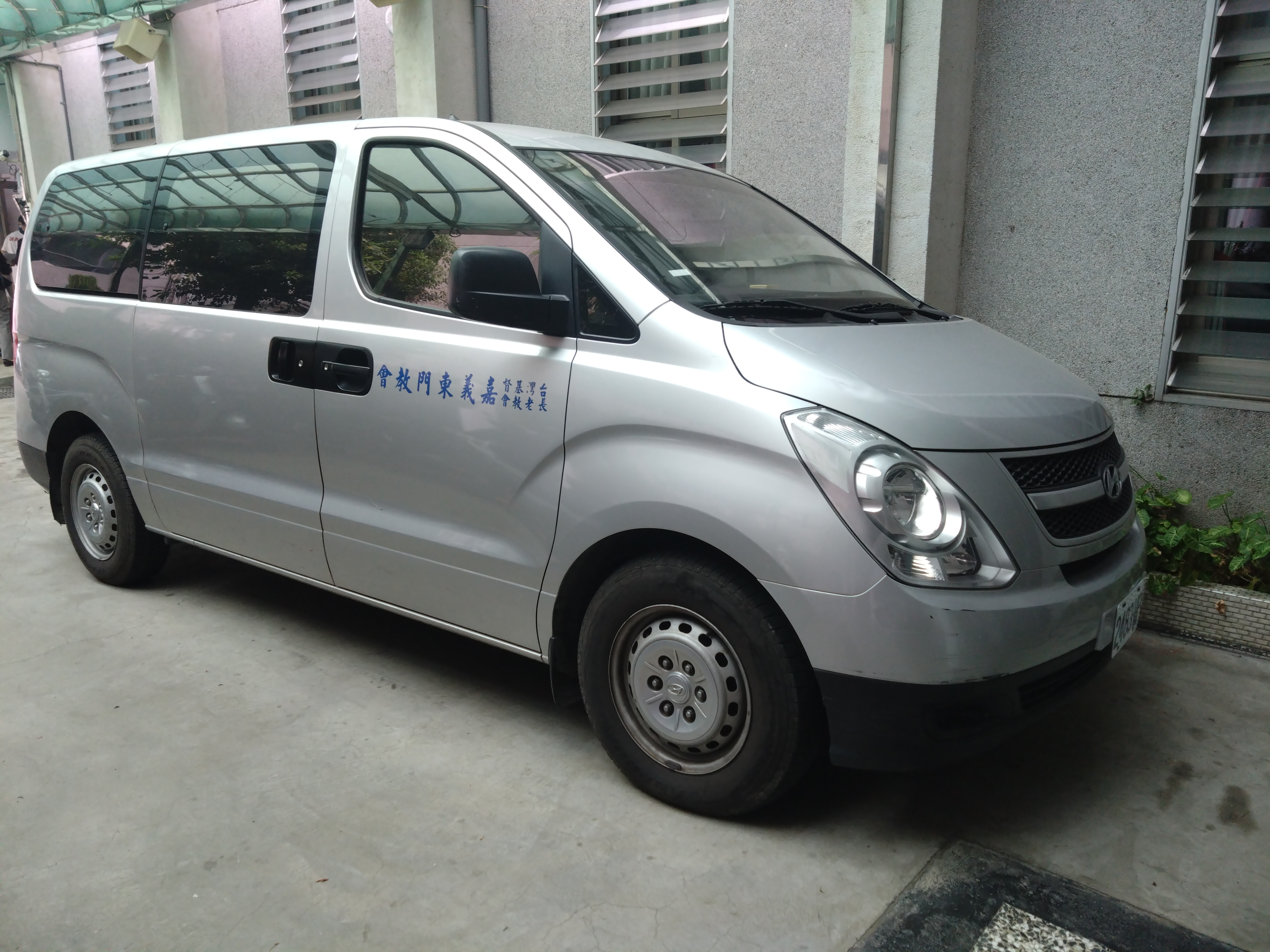
東門教會福音車

## 周邊
- 嘉義市政府
- 共和市場
- 嘉義東市場
- 嘉義市政府警察局
- 7-ELEVEn嘉和門市
- 陽明醫院
- 東門圓環

## 外部連結
- 嘉義東門教會 （页面存档备份，存于）